# Chemin des Quatre-Bourgeois
Le chemin des Quatre-Bourgeois est une voie de l'arrondissement Sainte-Foy–Sillery–Cap-Rouge, à Québec.

## Situation et accès

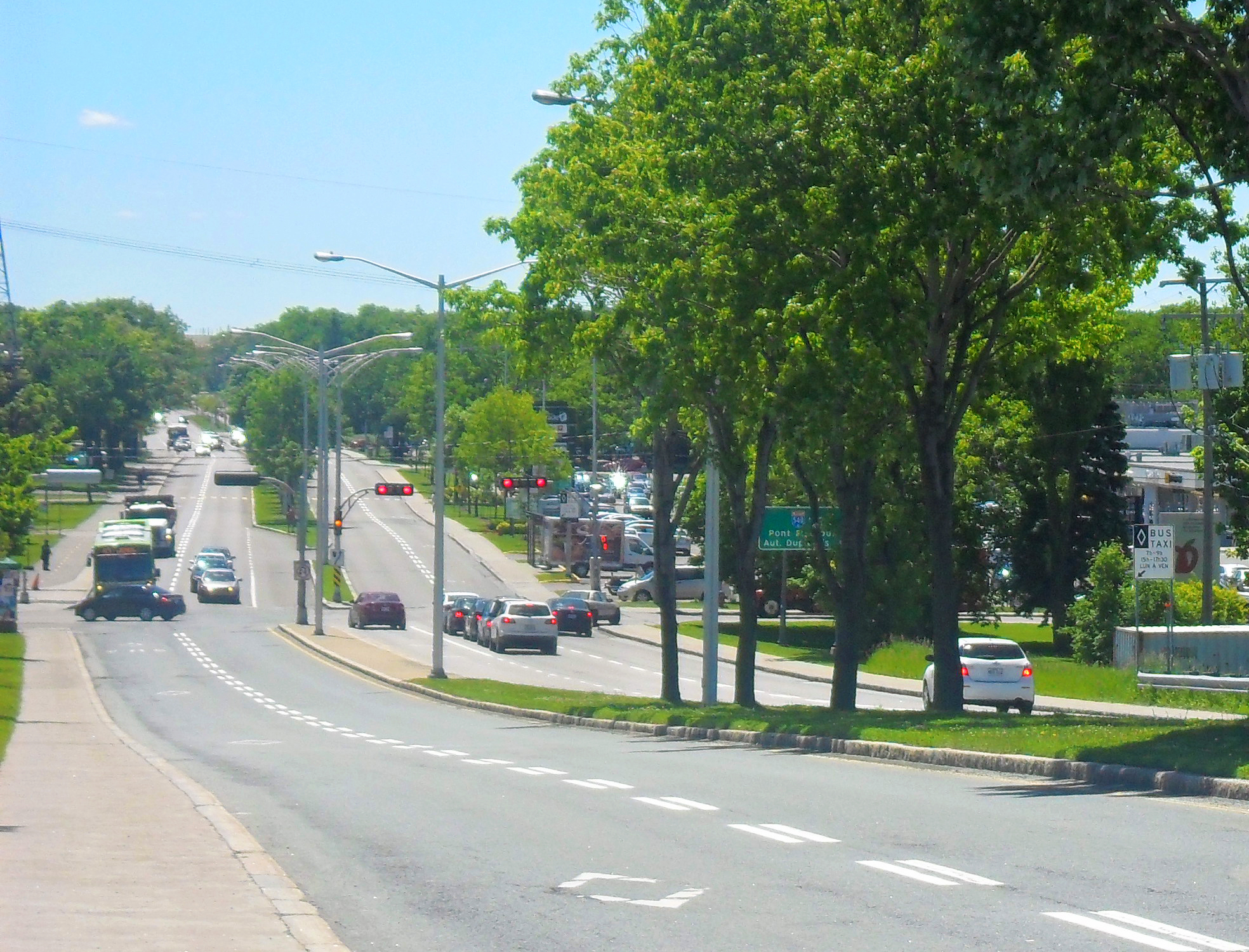
Le chemin près de l'autoroute Duplessis.

Il débute à l'est près de l'Université Laval, par un détachement du chemin Sainte-Foy vers le sud. Traversant une zone résidentielle et bordé par des immeubles et commerces de moyenne densité, le chemin des Quatre-Bourgeois parcourt Sainte-Foy en une ligne droite. Il passe au-dessus de trois autoroutes : Robert-Bourassa, Henri-IV et Duplessis. À l'ouest, à la Pointe-de-Sainte-Foy, il bifurque vers le nord et devient le boulevard du Versant-Nord.

## Origine du nom
Il rend hommage aux quatre propriétaires terriens dont les terrains furent utilisés pour ouvrir la voie.

## Historique
Vers 1850, l'officier de marine Daniel Ross divise sa terre de Carouge Farm en quatre lots et fait construire un chemin entre la route du Vallon et la route de l'Église. La route, d'abord désignée Chemin Ross, traverse les nouvelles propriétés de quatre « bourgeois » :
- James Gillepsie (Mapple Cottage) ;
- Samuel King (Champlain Villa) ;
- Joseph Auld (Hazel Grove Cottage)
- William Blanchard Valleau (New Prospect).

En 1867, le chemin prend le nom de « route de Valleau » avant de prendre le nom de « chemin du Trait-Carré ».
À partir du XXe siècle, la route devient le « chemin des Quatre-Bourgeois », dont le nom est officialisé par la ville de Sainte-Foy le 4 mai 1950.